# Pau de Barnola i d'Espona
Pau de Barnola i d'Espona   (Saderra, 1815 - Barcelona, 31 de desembre de 1875) fou un polític conservador i advocat català.

## Biografia
Fill de Rafael de Barnola i de Teresa d'Espona, i pare d'Antoni Barnola i Verdaguer, va ser un dels fundadors de l'Institut Agrícola Català de Sant Isidre, el 1851.
Va fer carrera política presentant-se a diverses eleccions durant més de vint anys. El 1846 fou escollit diputat al Congrés pel districte de Vic; i tornà a la mateixa cambra el 1866, però per Barcelona. Entremig va ser diputat provincial per Vic almenys en tres ocasions: 1856, 1858 i 1862. Durant el Sexenni Democràtic va presentar-se a les eleccions del 1869 dins de la candidatura catòlica-conservadora-carlina contrària al nou règim.
Morí el 31 de desembre de 1875 a l'edat de 60 anys, vidu d'Anna Verdaguer, a la seva casa del carrer dels Escudellers, 5, 7 i 9.